# Кутред (сын Квихельма)
Кутред (англ. Cuthred, др.-англ. Cuthrid, Cuðred, Cuþred, Cuþræd; умер в 661) — субкороль в Уэссексе с 648 года. Он получил от своего дяди, короля Кенвала, владения у Эшдауна; по мнению Барбары Йорк, управлял, вероятно, в провинции, включавшей земли на Беркширских холмах. Умер в тот год, когда его владения были разорены королём Мерсии Вульфхером.

## Биография
Кутред происходил из одной из ветвей Уэссекского королевского дома и был сыном Квихельма — старшего сына и соправителя короля гевиссов (Уэссекса) Кинегильса. Квихельм умер ещё при жизни отца — в 636 году. В итоге после смерти короля Кинегильса в 642 году ему наследовал второй сын — Кенвал.
«Англосаксонская хроника» сообщает, что Кутред был крещён епископом Бирином в 639 году. В 645 году король Кенвал был изгнан из Уэссекса королём Мерсии Пендой. Кто управлял в этот период Уэссексом неизвестно. 
Кенвал вновь стал королём гевиссов не позже 648 года, когда, по сообщению «Англосаксонской хроники», передал Кутреду земли у Эшдауна размером в 3 тысячи гайд. Барбара Йорк считает, что на трон претендовал и Кутред, но в итоге дядя и племянник заключили соглашения, по которым Кутред получил под управление провинцию, включавшей земли вокруг Беркширских холмов, став там субкоролём.
Полученная Кутредом область часто бывала предметом споров между гевиссами (западными саксами) и мерсийцами. «Англосаксонская хроника» сообщает, что в 661 году территория Уэссекса до Эшдауна была разорена королём Мерсии Вульфхером, добавляя, что в том же году Кутред умер. Неизвестно, было ли у него потомство.